# Русинув (гмина)
Русинув (пол. Rusinów) — сельская гмина (волость) в Польше, входит в Пшисухский повет (Мазовецкое воеводство). Население — 4451 человек (на 2004 год).

## Демография
| Перепись                       | Всего   | Всего | Женщины | Женщины | Мужчины | Мужчины |
| ------------------------------ | ------- | ----- | ------- | ------- | ------- | ------- |
| Единицы                        | человек | %     | человек | %       | человек | %       |
| Население                      | 4451    | 100   | 2239    | 50,3    | 2212    | 49,7    |
| Плотность населения (чел./км²) | 53,7    | 53,7  | 27      | 27      | 26,7    | 26,7    |

## Сельские округа
1. Бонкув
2. Бонкув-Колёня
3. Брогова
4. Галки
5. Грабова
6. Карчувка
7. Клёнова
8. Кшеславице
9. Незнамеровице
10. Пшисталовице-Мале
11. Русинув
12. Владыславув
13. Воля-Галецка
14. Зыхожин

## Соседние гмины
1. Гмина Джевица
2. Гмина Гельнюв
3. Гмина Кльвув
4. Гмина Одживул
5. Гмина Потворув
6. Гмина Пшисуха